# ユキヒョウ
ユキヒョウ（雪豹、学名：Panthera uncia）は、哺乳綱食肉目ネコ科ヒョウ属に分類される食肉類。

## 分布
アフガニスタン東部、インド北部（ウッタラーカンド州、シッキム州、ジャンムー・カシミール州、ヒマーチャル・プラデーシュ州）、ウズベキスタン東部、カザフスタン東部、キルギス、タジキスタン、中華人民共和国西部（甘粛省、四川省、青海省、新疆ウイグル自治区、チベット自治区）、ネパール、パキスタン北部、ブータン、モンゴル国、ロシア南部。雲南省では絶滅。
模式標本の産地（基準産地・タイプ産地・模式産地）は、アルタイ山脈とされている。上記の国のアルタイ山脈・天山山脈・ヒマラヤ山脈・ヒンドゥークシュ山脈・パミール高原に分布。

## 形態
頭胴長（体長）オス104 - 125センチメートル、メス86 - 117センチメートル。尾長78 - 105センチメートル。肩高60センチメートル。体重オス25 - 55キログラム、メス21 - 53キログラム。尾は体長の75 - 90 %と長く、体に巻きつけて寒さから身を守ったり狩りの際にも斜面などでバランスを保つのに役立っている。尾も含めた全身は長い体毛で被われ、高地や寒冷地に適応している。冬季には特に伸長する。例として夏季は体側面と腹部の体毛はそれぞれ2.5センチメートル・5センチメートルだが、冬季は5センチメートル・12センチメートルまで伸長する。
毛色は背面が淡灰色や淡黄色で、腹面は白い。体側面には、暗色の斑紋で縁取られた不明瞭な斑紋が入る。正中線に沿って、黒い筋模様が入る。
耳介は小型。眼は上部に位置し、岩陰に隠れながら獲物を探すのに適していると考えられている。虹彩は灰黄色で、瞳孔は丸く収縮する。鼻腔は幅広く、これにより冷たい空気を吸い込んでも温めて湿度を与えることができる。足裏は体毛で被われ、防寒の役割や接地面積が大きくなり雪面でも滑りにくくなっている。
出産直後の幼獣は体長24センチメートル。体重300 - 600グラム。

## 分類
頭骨の形状から、本種のみでユキヒョウ属Unciaを構成する説もあった。2006年に発表されたX染色体・Y染色体・ミトコンドリアDNAによる分子系統解析では、トラと単系統群を形成するという解析結果が得られている。

## 生態
標高600 - 6,000メートルにある岩場や草原・樹高の低い針葉樹林などに生息する。獲物や積雪にあわせて夏季は標高の高い場所へ、冬季は標高の低い場所へ移動する。夜行性だが、人間のいない環境や冬季は昼間に活動することもある。1日あたり10 - 12キロメートルを移動し、28キロメートルを移動した例もある。岩の隙間や断崖の上・ヒゲワシの古巣などで休む。
主に大型有蹄類を食べ、特にアルガリ・シベリアアイベックスCapra sibirica・バーラルPseudois nayaurを食べる。他の有蹄類としてゴーラルNaemorhaedus goral・コウジョウセンガゼルGazella subgutturosa・チベットガゼルProcapra picticaudata・チルー・ヒマラヤタール・マーコール・ムフロン・ヤク・アジアノロバ・イノシシなども食べる。ハタネズミ属・マーモット属などの齧歯類・ナキウサギ属Ochotona・ノウサギ属などの小型哺乳類、鳥類なども食べる。家畜を捕らえることもあり、地域によっては食性の53 %を占める。ドールなどの狩った獲物を奪った例もあるが、ヒグマ・オオカミ・イヌなどに獲物を奪われることもある。
繁殖様式は胎生。1 - 5月に交尾を行う。妊娠期間は90 - 105日。岩の隙間や洞窟・樹洞で、出産する。産座には、母親が腹部から抜いた体毛を敷く。1回に主に2 - 3頭の幼獣を産む。生後7 - 9日で開眼する。生後2か月で、固形物を食べるようになる。授乳期間は2 - 3か月。飼育下では雌雄ともに生後2年で性成熟した例がある。寿命は10年以上、21年に達するとする説もある。

## 人間との関係
毛皮が利用される。骨が薬用（トラの骨の代用品として）になると信じられている。爪・肉・陰茎なども取引される。
家畜を襲う害獣とみなされることもある。人を捕食した例はないとされるが、人間が激しく挑発して襲われた例や狂犬病の個体に人間が襲われた例は少数ある。アルタイ山脈では、狩猟したユキヒョウの葬送儀礼が行われていたこともある。
毛皮用や薬用の密猟、家畜との競合による獲物の減少、害獣としての駆除などによって生息数は減少している。近年は道路建設や鉄道敷設・採掘による影響、感染症なども懸念されている。ソビエト連邦崩壊後は密猟が増加したが、集団農場の活動が低下したため獲物の量は増加した。一方で2016年現在はカメラトラップや糞などの調査から、従来考えられていたよりも成獣の個体数が約2倍多いと推定されること、保護対策が進められていることから、生息数の減少の推移が従来考えられていたものより小さい（3世代で約10 %）とみられる。1975年のワシントン条約発効時から、ワシントン条約附属書Iに掲載されている（掲載時はUncia unciaとして、2019年からはP. unciaとして）。2015年における成獣の生息数は、2,710 - 3,386頭と推定されている。
日本ではウンキア・ウンキアとして特定動物に指定されており、2019年6月には愛玩目的での飼育が禁止された（2020年6月に施行）。日本では1987年に札幌市円山動物園が、初めて飼育下繁殖に成功した。

## 画像

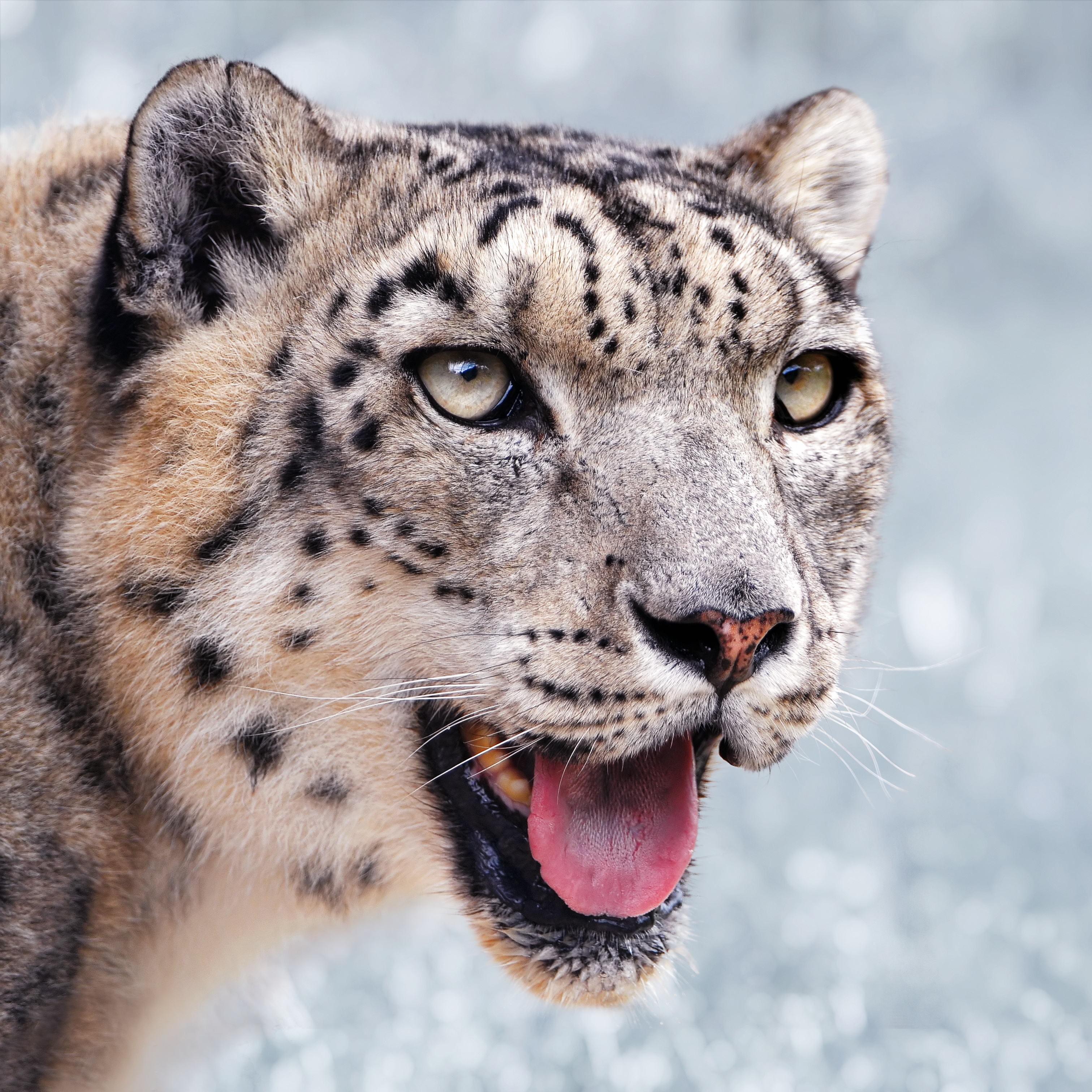
頭部
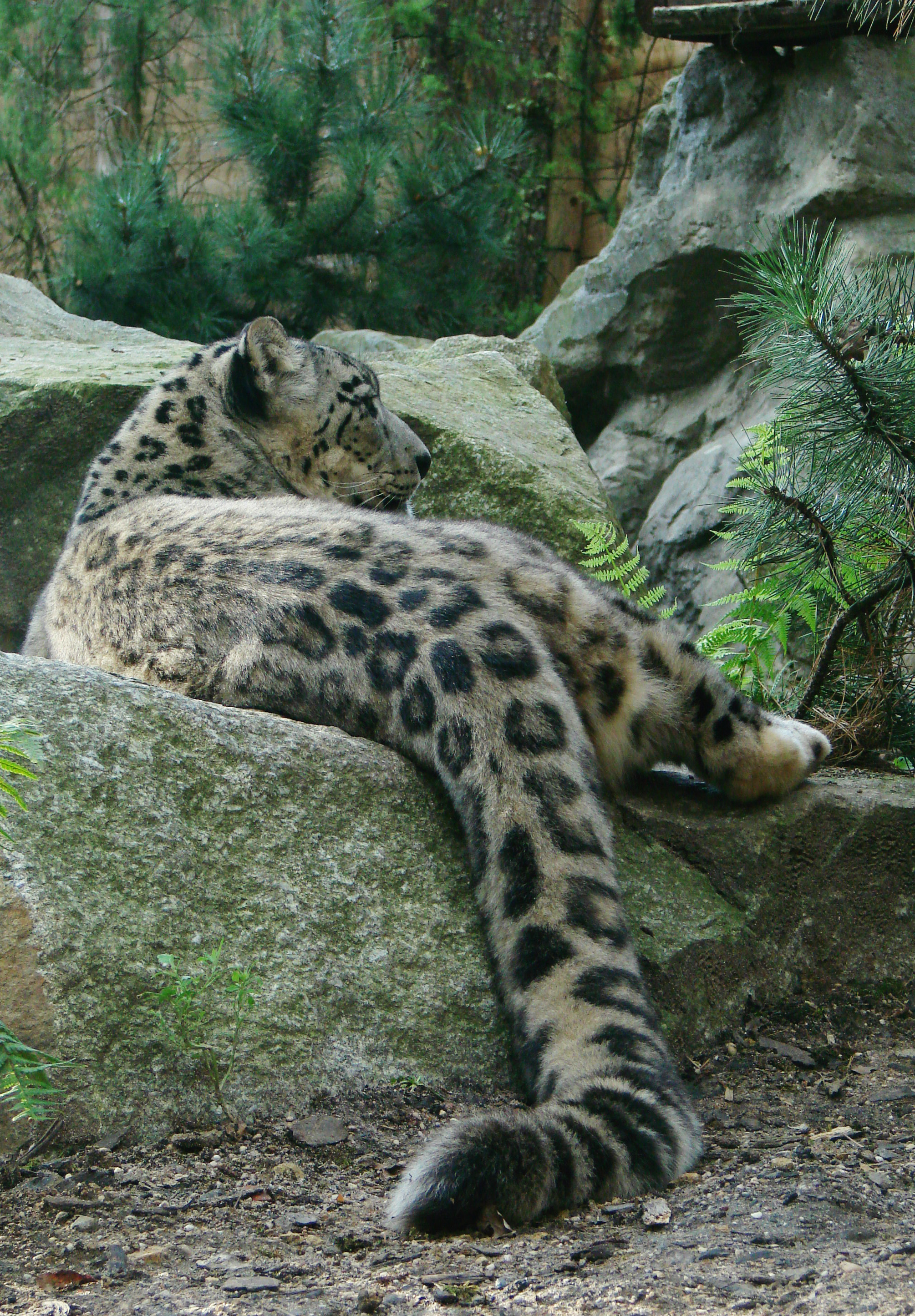
尾
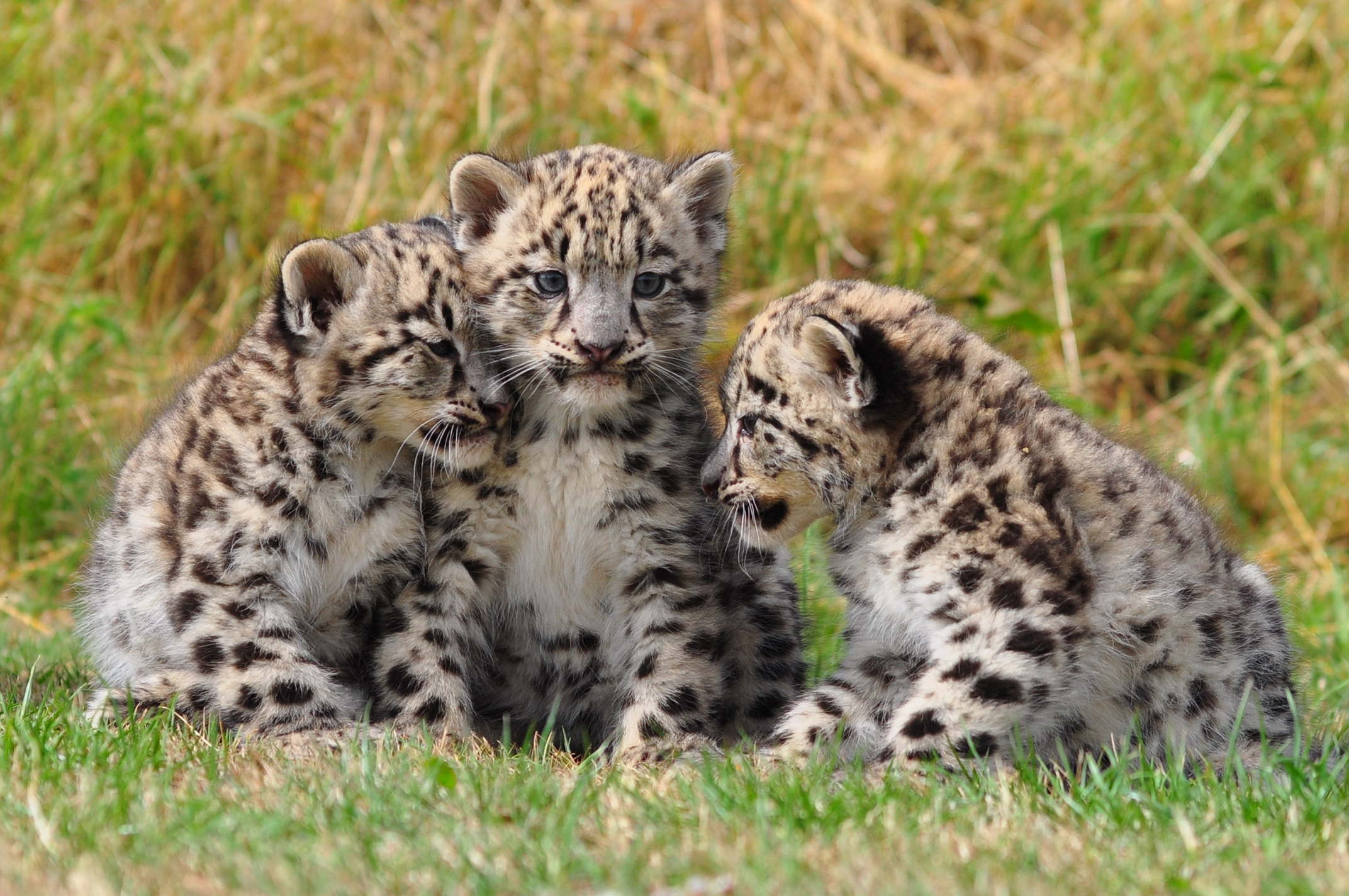
幼獣

### マスコットキャラクター
第22回オリンピック冬季大会（2014年・ソチ）においてはホッキョクグマ、野ウサギと共にユキヒョウがマスコットキャラクターに選ばれた。

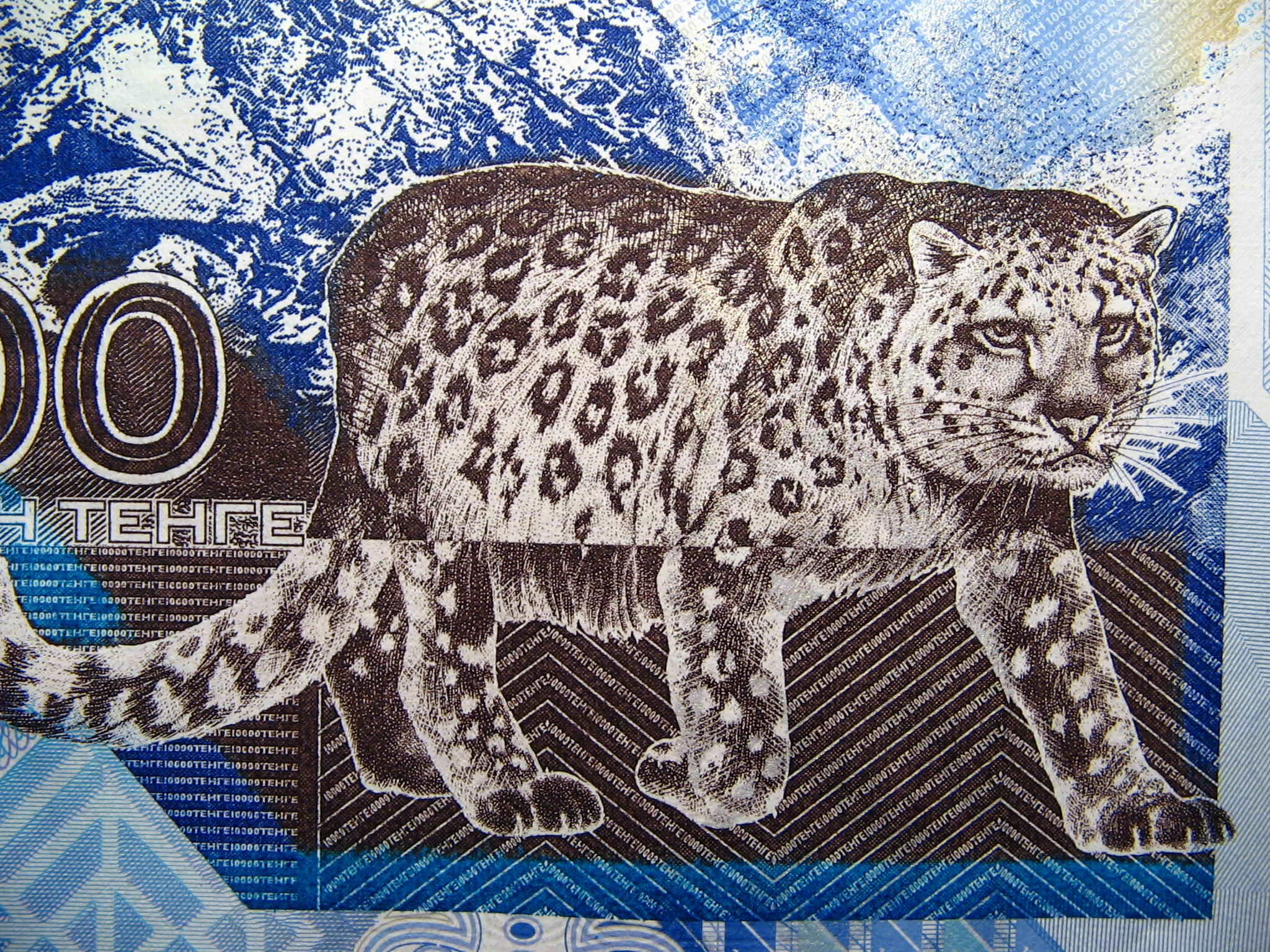
カザフスタンの10000テンゲ紙幣の裏に描かれたユキヒョウ
カザフスタン、アルマトイの市章
カザフスタンの首都、アスタナの市章
キルギスの首都、ビシュケクの市章
ロシア、タタールスタン共和国の国章
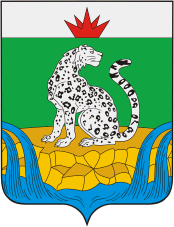
ロシア、クラスノヤルスク地方シュシェンスコエ地区の紋章
ロシア、北オセチア共和国の国章
南オセチアの国章
ウズベキスタン、サマルカンドの市章